# Scythrops
Scythrops is een geslacht van vogels uit de familie Koekoeken (Cuculidae). Het geslacht telt één soort.

## Soorten
- Scythrops novaehollandiae – Reuzenkoekoek